# Tiszavidéki Vasút

A Tiszavidéki Vasút egykori vonalhálózata Magyarország jelenlegi területén

A Tiszavidéki Vasúttársaság (TVV, németül: Theiss-Eisenbahn) egy 1856–1880 között létezett magyarországi vasúttársaság volt.
A bécsi székhelyű társaság működése alatt folyamatosan pénzzavarral küszködött. A vasúttársaság engedélyesei (túlnyomórész magyar főnemesek, az Andrássy, Apponyi, Barkóczy, Esterházy, Károlyi, Wenckheim, Zichy stb. családok tagjai) 1856-ban engedélyt kaptak egy Pesttől Miskolcig, Miskolctól Kassáig, Miskolctól Tokajon át Debrecenig, valamint egy Arad-Püspökladány közötti vasútvonal megépítésére. A vasúti engedélyeseknek az állam eladta az államköltségen épülő Szolnok-Debrecen és Püspökladány-Nagyvárad közötti vonalakat.
A vasúttársaságot az állam rendszeresen kedvezményekkel támogatta. 1858-ban engedélyezték a törzstőke leszállítását és bankkölcsön felvételét. 1859-ben beleegyeztek, hogy anyagi okokból ne építsék meg  a Pest-Miskolc közötti vonalat. Annak ellenére, hogy a kiegyezés után a vasúttársaság újabb és újabb pénzügyi kedvezményeket kapott az államtól, 1869-re adósságuk már több mint 5,3 millió forintra rúgott.
A Tiszavidéki Vasútnak szinte folyamatosan rossz volt a sajtója. Különösen az 1860-as évtizedben magas szállítási tarifáikért, a német szolgálati nyelvért, a magyarul beszélő vasutasok alacsony számáért folyamatosan bírálatok érték. 
1880-ban a magyar kormány és a Tiszavidéki Vasúttársaság szerződést írt alá az államosításáról. Az 1880. évi XXXVIII. törvénycikk felhatalmazta a kormányt a vasút megváltására.
A Tiszavidéki Vasút vonalain 313 műtárgy (átereszek, hidak) épült. A legnagyobb fahidak a Tiszán Szolnokon és Tokajnál, a Berettyón Mezőtúrnál, a Körösön Gyománál. 37 vasútállomást és 17 megállóhelyet létesítettek. A Tiszavidéki Vasút összesen 37 felvételi épületet, 21 fűtőházat, 85 áruraktárt, 64 rakodót, 127 őrházat stb. épített. 
A vasúttársaság 92 gőzmozdonyt üzemeltetett.

## A vasúttársaság által épített vasútvonalak megnyitási évek szerint
- 1857: Szolnok–Debrecen
- 1858: Püspökladány–Nagyvárad
- 1858: Szajol–Arad
- 1859: Debrecen–Miskolc
- 1860: Miskolc–Kassa
- 1880: Mezőtúr–Szarvas

A Mezőtúr–Szarvas közötti vonal megnyitása idején a vasúttársaságot már államosították.